# Jean-Baptiste Dubois (évêque)
Pour les articles homonymes, voir Jean-Baptiste Dubois (homonymie) et Dubois.
Jean-Baptiste Dubois, né le 25 août 1754 à Argentolles et mort le 6 janvier 1822 à Dijon, est un prélat catholique français, évêque de Dijon.

## Biographie
Jean-Baptiste Dubois est né le 25 août 1754 à Argentolles en Champagne. Licencié en théologie, il est ordonné prêtre le 18 septembre 1779 et devient chanoine, grand vicaire et official du diocèse de Soissons. En 1791, il suit son évêque, de Bourdeilles, en émigration en Belgique, en Allemagne puis au Danemark. De retour en France en 1802, il est vicaire général du diocèse d'Arras puis à partir de 1806 vicaire général du diocèse de Metz.
Il est nommé évêque de Dijon le 4 mars 1820, confirmé à ce ministère le 29 mai 1820 et consacré le 9 juillet 1820 par Hyacinthe-Louis de Quélen, archevêque de Paris.  
Il conserve son siège épiscopal jusqu'à sa mort survenue le 6 janvier 1822 à Dijon en Bourgogne. 

## Armes
D'argent à la face cintrée de gueules, chargée de 3 étoiles d'argent.